# جی‌یو
جی‌یو (انگلیسی: GU) شرکت خرده‌فروشی ژاپنی است، که در سال ۱۹۷۳ تأسیس شد.